# قانون اساسی (فیلم)
قانون اساسی (انگلیسی: The Constitution) فیلمی در ژانر درام به کارگردانی راجکو گریچ است که در سال ۲۰۱۶ منتشر شد. از بازیگران آن می‌توان به نبویشا گلوگواتس و بوژیدار اسمیل‌یانیچ اشاره کرد.